# Leonidas Stergiou
Leonidas Stergiou (ur. 3 marca 2002 w Wattwil) – szwajcarski piłkarz pochodzenia greckiego występujący na pozycji obrońcy w niemieckim klubie VfB Stuttgart oraz w reprezentacji Szwajcarii U-19 i U-21.

## Kariera klubowa

### FC Sankt Gallen
1 lipca 2015 dołączył do akademii FC Sankt Gallen. 6 lutego 2019 został przesunięty do pierwszego składu. Zadebiutował 6 lutego 2019 w meczu Swiss Super League przeciwko FC Zürich (3:1). Pierwszą bramkę zdobył 1 lipca 2020 w meczu ligowym przeciwko Neuchâtel Xamax (1:2). W sezonie 2019/20 jego zespół zajął drugie miejsce w tabeli zdobywając wicemistrzostwo Szwajcarii. 24 września 2020 zadebiutował w kwalifikacjach do Ligi Europy w meczu przeciwko AEK Ateny (0:1).

### VfB Stuttgart
W sierpniu 2023 Stergiou został wypożyczony na rok do niemieckiego klubu VfB Stuttgart.

## Kariera reprezentacyjna

### Szwajcaria U-19
W 2019 roku otrzymał powołanie do reprezentacji Szwajcarii U-19. Zadebiutował 5 września 2019 w meczu towarzyskim przeciwko reprezentacji Czech U-19 (2:0).

### Szwajcaria U-21
W 2020 roku otrzymał powołanie do reprezentacji Szwajcarii U-21. Zadebiutował 13 października 2020 w meczu eliminacji do Mistrzostw Europy U-21 2021 przeciwko reprezentacji Liechtensteinu U-21 (3:0).

## Statystyki

### Klubowe
(aktualne na dzień 3 stycznia 2021)
| Klub               | Sezon              | Liga               | Liga  | Liga   | Puchar kraju | Puchar kraju | Europa | Europa | Suma  | Suma   |
| Klub               | Sezon              | Liga               | Mecze | Bramki | Mecze        | Bramki       | Mecze  | Bramki | Mecze | Bramki |
| ------------------ | ------------------ | ------------------ | ----- | ------ | ------------ | ------------ | ------ | ------ | ----- | ------ |
| FC Sankt Gallen    | 2018/19            | Swiss Super League | 11    | 0      | 0            | 0            | 0      | 0      | 11    | 0      |
| FC Sankt Gallen    | 2019/20            | Swiss Super League | 34    | 1      | 2            | 0            | –      | –      | 36    | 1      |
| FC Sankt Gallen    | 2020/21            | Swiss Super League | 10    | 0      | 0            | 0            | 1      | 0      | 11    | 0      |
| FC Sankt Gallen    | Ogólnie            | Ogólnie            | 55    | 1      | 2            | 0            | 1      | 0      | 58    | 1      |
| Ogólnie w karierze | Ogólnie w karierze | Ogólnie w karierze | 55    | 1      | 2            | 0            | 1      | 0      | 58    | 1      |

### Reprezentacyjne
(aktualne na dzień 3 stycznia 2021)
| Reprezentacja   | Rok     | Mecze | Bramki |
| --------------- | ------- | ----- | ------ |
| Szwajcaria U-15 |         |       |        |
| 2016            | 2       | 0     |        |
| 2017            | 5       | 0     |        |
| Ogólnie         | Ogólnie | 7     | 0      |
| Szwajcaria U-16 |         |       |        |
| 2017            | 4       | 0     |        |
| 2018            | 4       | 0     |        |
| Ogólnie         | Ogólnie | 8     | 0      |
| Szwajcaria U-17 |         |       |        |
| 2018            | 6       | 0     |        |
| 2019            | 3       | 1     |        |
| Ogólnie         | Ogólnie | 9     | 1      |
| Szwajcaria U-19 |         |       |        |
| 2019            | 3       | 0     |        |
| 2020            | 1       | 0     |        |
| Ogólnie         | Ogólnie | 4     | 0      |
| Szwajcaria U-21 |         |       |        |
| 2020            | 1       | 0     |        |
| Ogólnie         | Ogólnie | 1     | 0      |

| Mecze i gole w reprezentacji | Mecze i gole w reprezentacji | Mecze i gole w reprezentacji | Mecze i gole w reprezentacji | Mecze i gole w reprezentacji | Mecze i gole w reprezentacji | Mecze i gole w reprezentacji | Mecze i gole w reprezentacji |
| Szwajcaria U-19              | Szwajcaria U-19              | Szwajcaria U-19              | Szwajcaria U-19              | Szwajcaria U-19              | Szwajcaria U-19              | Szwajcaria U-19              | Szwajcaria U-19              |
| Lp.                          | Data                         | Miejsce                      | Gospodarz                    | Gość                         | Wynik                        | Gol                          | Rozgrywki                    |
| ---------------------------- | ---------------------------- | ---------------------------- | ---------------------------- | ---------------------------- | ---------------------------- | ---------------------------- | ---------------------------- |
| 1.                           | 05.09.2019                   | Fryburg                      | Szwajcaria U-19              | Czechy U-19                  | 2:0                          |                              | Mecz towarzyski              |
| 1.                           | 14.11.2019                   | Salzburg                     | Szwajcaria U-19              | Irlandia U-19                | 2:1                          |                              | el. ME U-19 2020             |
| 1.                           | 16.11.2019                   | Salzburg                     | Austria U-19                 | Szwajcaria U-19              | 2:1                          |                              | el. ME U-19 2020             |
| 1.                           | 12.02.2020                   | Lecco                        | Włochy U-19                  | Szwajcaria U-19              | 0:0                          |                              | Mecz towarzyski              |
| Szwajcaria U-21              |                              |                              |                              |                              |                              |                              |                              |
| Lp.                          | Data                         | Miejsce                      | Gospodarz                    | Gość                         | Wynik                        | Gol                          | Rozgrywki                    |
| 1.                           | 13.10.2020                   | Biel/Bienne                  | Szwajcaria U-21              | Liechtenstein U-21           | 3:0                          |                              | el. ME U-21 2021             |

## Sukcesy

### FC Sankt Gallen
- Wicemistrzostwo Szwajcarii (1×): 2019/2020

## Życie prywatne
Stergiou urodził się w Wattwil, w Szwajcarii. Jego ojciec jest Grekiem, a matka Serbką.